# Ardea alba modesta
La garceta grande oriental (Ardea alba modesta) es una subespecie de ave pelecaniforme en la familia Ardeidae.  Fue descrita por el ornitólogo británico John Edward Gray en 1831.

## Taxonomía
Aunque un estudio en 2005 argumentó a favor considerarla una especie separada, la mayoría de los taxónomos la siguen considerando una subespecie.

## Descripción
Mide entre 83–103 cm de longitud y pesa entre 0,7–1,2 kg, tiene todo el plumaje blanco. Su pico es amarillo en la época de reproducción y negro en otras épocas, y sus largas patas son de color rojo o negro. Los colores de las partes desnudas cambian durante la época de reproducción. El plumaje nupcial también se caracteriza por plumas largas en el cuello y un área facial verde.

## Distribución y hábitat
Tiene una amplia distribución en Asia y Oceanía, con poblaciones reproductoras en Pakistán, India, Sri Lanka, Bangladés, Birmania, Tailandia, China, Corea, noreste de Rusia, Japón, Indochina, Indonesia, Nueva Guinea, las Islas Salomón, Australia y Nueva Zelanda. Se reproduce a través de Australia, pero solo en raras ocasiones en el suroeste del continente o en el interior seco. Las colonias más grandes dentro de Australia están en Top End y Channel Country, que puede contar varios miles de parejas. El pájaro es un visitante poco común en otoño e invierno en Tasmania.

## Comportamiento
Su dieta incluye vertebrados como peces, ranas, pequeños reptiles, pequeños pájaros y roedores, e invertebrados como insectos, crustáceos y moluscos.
A menudo se reproduce en colonias con otras garzas, garcetas, cormoranes, espátulas e ibis. El nido es una amplia plataforma plana de ramas secas y palos con una cuenca poco profunda para los huevos y crías. La nidada consiste de dos a seis huevos de color azul-verde pálido. Son de forma ovalada y miden 52 x 36 mm.